# The Sleuth Kit
The Sleuth Kit (TSK) é uma biblioteca e coleção de utilitários baseados em Unix e Windows para facilitar a análise forense de sistemas de computador. Foi escrito e é mantido, principalmente, pelo investigador digital Brian Carrier.
O Sleuth Kit é capaz de analisar os sistemas de arquivos NTFS, FAT/ExFAT, UFS 1/2, Ext2, Ext4, HFS, ISO 9660 e YAFFS2 separadamente ou em imagens de disco armazenadas nos formatos raw (dd), Expert Witness ou AFF. O Sleuth Kit pode ser usado para examinar a maioria dos sistemas operacionais Microsoft Windows, Apple Macintosh OSX, muitos Linux e alguns outros computadores UNIX.
Ele pode ser usado:
- Por meio das ferramentas de linha de comando incluídas; ou
- Como uma biblioteca incorporada em uma ferramenta forense digital separada, como autopsy ou log2timeline/plaso.

O Sleuth Kit é um pacote conjunto de softwares livres de código aberto que fornece um grande número de utilitários especializados baseados em linha de comando.
É baseado no The Coroner's Toolkit e sua plataforma oficial sucessora.

## Ferramentas
Algumas das ferramentas incluídas no The Sleuth Kit incluem:
- ils: lista todas as entradas de metadados, como um Inode.
- blkls: exibe blocos de dados dentro de um sistema de arquivos (anteriormente chamado de dls).
- fls: lista nomes de arquivos alocados e não alocados, dentro de um sistema de arquivos.
- fsstat: exibe informações estatísticas do sistema de arquivos sobre uma imagem ou mídia de armazenamento.
- ffind: procura por nomes de arquivos que apontam para uma entrada de metadados especificada.
- mactime: cria uma linha do tempo de todos os arquivos com base em seus tempos de MAC.
- disk_stat: (atualmente, somente no Linux) descobre a existência de uma Área Protegida do Host.